# نوربرت هوشنیانسکی
نوربرت هوشنیانسکی (مجاری: Norbert Hosnyánszky؛ زادهٔ ۴ مارس ۱۹۸۴) بازیکن واترپلو اهل مجارستان است.
وی در مسابقات کشوری و بین‌المللی در مجموع برندهٔ ۳ مدال طلا، ۵ مدال نقره، ۳ مدال برنز شده‌است.